# Bình Giang, Nhạc Dương
Bình Giang (chữ Hán giản thể: 平江县, âm Hán Việt: Bình Giang huyện) là một huyện thuộc địa cấp thị Nhạc Dương, tỉnh Hồ Nam, Cộng hòa Nhân dân Trung Hoa. Huyện này có diện tích 4125 ki-lô-mét vuông, dân số năm 2004 là 1 triệu người. Mã số bưu chính là 4140xx, mã vùng điện thoại 0730. Chính quyền huyện đóng ở trấn Thành Quan. Huyện Bình Giang được chia thanh 15 trấn và 12 hương.
- Trấn: Tam Thị, Trường Thọ, Hán Xương, Gia Nghĩa, Long Môn, An Định, Ngũ Thị, Hướng Gia, Úng Giang, Hồng Kiều, Nam Giang, Ngô Khẩu, Mai Tiên, Sầm Xuyên, Chung Động.
- Hương: Tam Dương, Đại Bình, Tam Đôn, Đại Châu, Mộc Kim, Chung Tháp, Vịnh Sinh, Kim Bình, Bản Giang, Tư Thôn, Nam Kiều, Hoàng Kim Động.

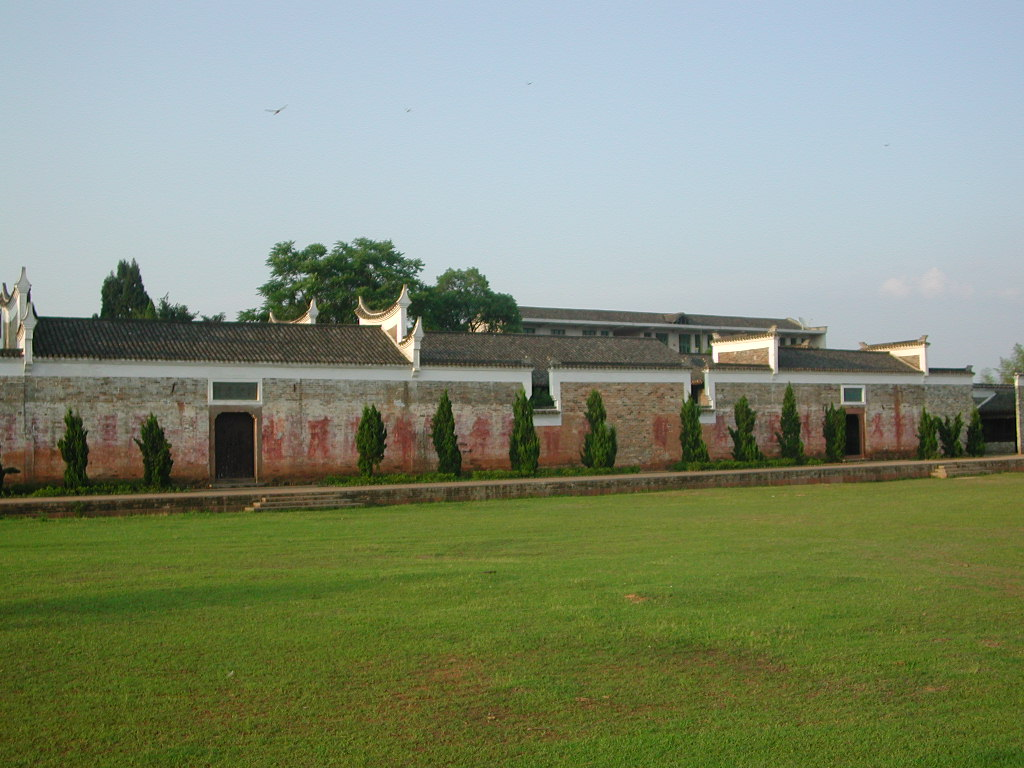
Một khu mộ ở Bình Giang